# Langhornet Torngræshoppe
Langhornet Torngræshoppe (Tetrix tenuicornis) er en art af græshopper af familien Tetrigidae. Hunnen måler mellem otte og 11 mm, mens hannen bliver mellem syv og ni mm lang.

## Udbredelse i Danmark
Under optagelserne til tv-programmet Vores vilde vej i 2018 på en villavej nær Årslev Engsø i Brabrand, gjorde biolog Vicky Knudsen det eneste verificerede fund af arten registreret i Danmark. I 2000 blev Langhornet Torngræshoppe meldt fundet på Enø, men dette fund er ikke verificeret. Den er vurderet som utilstrækkelige data på den danske rødliste 2019.